# William Townesend
William Townesend (1676–1739) foi um arquiteto e escultor da Inglaterra.
Trabalhou em Oxford, onde construiu o Fellows' Building and Cloister (1706–12), o Gentleman Commoners' Building (1737), e o Peckwater Quadrangle e a Biblioteca da Christ Church (com projeto de Aldrich), este o primeiro edifício palladiano da Inglaterra. Outras obras que construiu, com desenho seu ou de outros, foram o Garden Quadrangle do New College (1707), o Hawksmoor's Clarendon Building (1712–15), os Bristol Buildings do Balliol College (1716–20), a Codrington Library do All Souls College (1716–35), o Radcliffe Quadrangle do University College (1717–19).
Projetou e construiu os Robinson Buildings no Oriel College (1719–20), os New Buildings do Magdalen College (1733–4), e participou das obras do Palácio de Blenheim. Como escultor realizou monumentos funerários para seu pai, John Townesend (1648–1728) e para o prefeito de Oxford (1682–3 e 1720–1).